# 塔拉西夫卡 (卡哈爾雷克區)
49°54′37″N 30°43′25″E / 49.91028°N 30.72361°E
塔拉西夫卡（烏克蘭語：Тарасівка）是位於烏克蘭北部的村莊，由基辅州奧布希夫區的卡哈爾利克市鎮負責管轄。該村面積0.82平方公里，海拔高度172米，2001年人口59，人口密度每平方公里71.6人。